# 昂茹堡
昂茹堡（法語：Labastide-d'Anjou，法語發音：[labastid dɑ̃ʒu] ⓘ）是法国奥德省的一个市镇，属于卡尔卡松区。

## 地理
昂茹堡（43°20'47"N, 1°51'6"E）面积8.57 平方千米，位于法国奧克西塔尼大區奥德省，该省份为法国南部沿海省份，北起塔恩省，西北接上加龙省，西接阿列日省，南至东比利牛斯省，东临地中海，东北与埃罗省接壤。
与昂茹堡接壤的市镇（或旧市镇、城区）包括：艾鲁、巴赖涅、马斯圣皮埃勒、蒙费朗、里科。

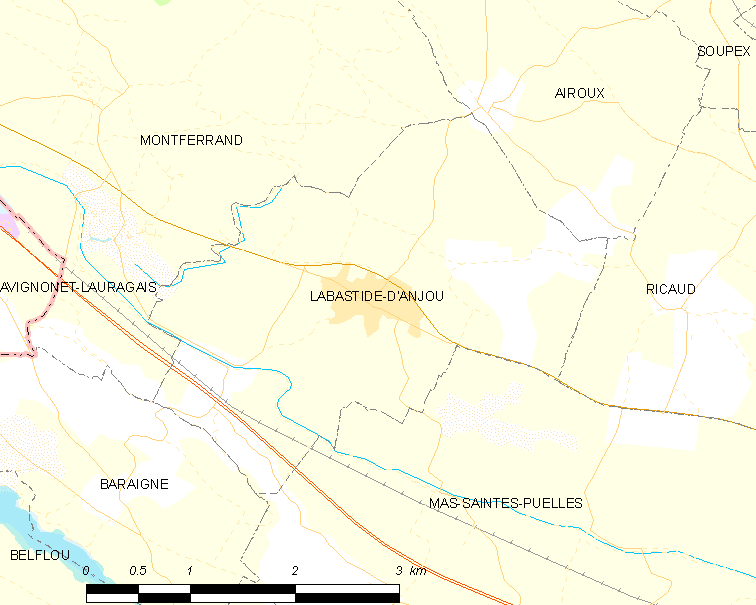
昂茹堡的OSM定位图

昂茹堡的时区为UTC+01:00、UTC+02:00（夏令时）。

## 行政
昂茹堡的邮政编码为11320，INSEE市镇编码为11178。

## 政治
昂茹堡所属的省级选区为绍里安盆地县。

## 人口

1962-2008年间昂茹堡人口变化图示

昂茹堡于2022年1月1日时的人口数量为1261人。